# Tir à l'arc aux Jeux olympiques d'été de 1980
Navigation
Montréal 1976 Los Angeles 1984
Le tir à l'arc fait sa septième apparition aux Jeux olympiques lors des Jeux olympiques d'été de 1980 à Moscou.

## Médaillés
| Épreuves         | Or                         | Argent                 | Bronze                    |
| Homme individuel | Tomi Poikolainen, Finlande | Boris Isachenko, URSS  | Giancarlo Ferrari, Italie |
| Femme individuel | Keto Losaberidze, URSS     | Natalya Butuzova, URSS | Paivi Meriluoto, Finlande |

## Tableau des médailles
| Rang | Pays     | Or | Argent | Bronze | Total |
| 1    | URSS     | 1  | 2      | 0      | 3     |
| 2    | Finlande | 1  | 0      | 1      | 2     |
| 3    | Italie   | 0  | 0      | 1      | 1     |

## Résultats

### Homme individuel
| Rang | Archer                 | Nation          | Score 1er tour | Rang 1er tour | Score 2e tour | Rang 2e tour | Score total |
| ---- | ---------------------- | --------------- | -------------- | ------------- | ------------- | ------------ | ----------- |
| 1    | Tomi Poikolainen       | Finlande        | 1220           | 5             | 1235          | 2            | 2455        |
| 2    | Boris Isachenko        | URSS            | 1217           | 8             | 1235          | 1            | 2452        |
| 3    | Giancarlo Ferrari      | Italie          | 1215           | 9             | 1234          | 3            | 2449        |
| 4    | Mark Blenkarne         | Grande-Bretagne | 1224           | 2             | 1222          | 6            | 2446        |
| 5    | Bela Nagy              | Hongrie         | 1225           | 1             | 1221          | 8            | 2446        |
| 6    | Vladimir Iecheïev      | URSS            | 1222           | 3             | 1210          | 10           | 2432        |
| 7    | Kyoesti Laasonen       | Finlande        | 1212           | 10            | 1207          | 11           | 2419        |
| 8    | Martinus Reniers       | Pays-Bas        | 1205           | 12            | 1213          | 9            | 2418        |
| 9    | Robert Cogniaux        | Belgique        | 1218           | 7             | 1196          | 13           | 2414        |
| 10   | Krzysztof Włosik       | Pologne         | 1178           | 19            | 1232          | 4            | 2410        |
| 11   | Zoran Matković         | Yougoslavie     | 1187           | 16            | 1223          | 5            | 2410        |
| 12   | Goran Bjerendal        | Suède           | 1187           | 17            | 1221          | 7            | 2408        |
| 13   | Dennis Savory          | Grande-Bretagne | 1220           | 4             | 1187          | 16           | 2407        |
| 14   | Sante Spigarelli       | Italie          | 1205           | 13            | 1200          | 12           | 2405        |
| 15   | Andrei Berki           | Roumanie        | 1200           | 15            | 1189          | 15           | 2389        |
| 16   | Andre Braun            | Luxembourg      | 1218           | 6             | 1168          | 20           | 2386        |
| 17   | Willy van den Bossche  | Belgique        | 1210           | 11            | 1174          | 18           | 2384        |
| 18   | Romeo Frigo            | Suisse          | 1171           | 21            | 1193          | 14           | 2364        |
| 19   | Niamtseren Biambasuren | Mongolie        | 1178           | 20            | 1183          | 17           | 2361        |
| 20   | Rolf Svensson          | Suède           | 1184           | 18            | 1173          | 19           | 2357        |

### Femme individuel
| Rang | Archer             | Nation          | Score 1er tour | Rang 1er tour | Score 2e tour | Rang 2e tour | Score total |
| ---- | ------------------ | --------------- | -------------- | ------------- | ------------- | ------------ | ----------- |
| 1    | Keto Losaberidze   | URSS            | 1257           | 1             | 1234          | 1            | 2491        |
| 2    | Natalya Butuzova   | URSS            | 1251           | 2             | 1226          | 3            | 2477        |
| 3    | Paivi Meriluoto    | Finlande        | 1217           | 3             | 1232          | 2            | 2449        |
| 4    | Zdenka Padevetova  | Tchécoslovaquie | 1206           | 4             | 1199          | 5            | 2405        |
| 5    | O Gwang-Sun        | Corée du Nord   | 1195           | 5             | 1206          | 4            | 2401        |
| 6    | Catherina Floris   | Pays-Bas        | 1186           | 7             | 1196          | 6            | 2382        |
| 7    | Maria Szeliga      | Pologne         | 1190           | 6             | 1175          | 8            | 2365        |
| 8    | Lotti Tschanz      | Suisse          | 1184           | 8             | 1162          | 13           | 2346        |
| 9    | Terene Donovan     | Australie       | 1172           | 10            | 1171          | 10           | 2343        |
| 10   | Franca Capetta     | Italie          | 1164           | 12            | 1178          | 7            | 2342        |
| 11   | Jadwiga Wilejto    | Pologne         | 1165           | 11            | 1163          | 12           | 2328        |
| 12   | Judit Kovacs       | Hongrie         | 1155           | 13            | 1168          | 11           | 2323        |
| 13   | Aurora Chin        | Roumanie        | 1174           | 9             | 1145          | 17           | 2319        |
| 14   | Capita Jussila     | Finlande        | 1140           | 15            | 1158          | 15           | 2298        |
| 15   | Carole Toy         | Australie       | 1123           | 17            | 1162          | 14           | 2285        |
| 16   | Anna-Lisa Berglund | Suède           | 1140           | 14            | 1143          | 18           | 2283        |
| 17   | Sok Chang-Suk      | Corée du Nord   | 1119           | 18            | 1150          | 16           | 2269        |
| 18   | Erika Ulrich       | Suisse          | 1069           | 27            | 1171          | 9            | 2240        |
| 19   | Hazel Greene       | Irlande         | 1123           | 16            | 1106          | 22           | 2229        |
| 20   | Jitka Dolejsi      | Tchécoslovaquie | 1102           | 21            | 1117          | 20           | 2219        |